# Maat Mons
Maat Mons is een schildvulkaan op de planeet Venus. Maat Mons werd in 1982 genoemd naar Maät, godin van waarheid en gerechtigheid uit de Egyptische mythologie.
De vulkaan heeft een diameter van 395 kilometer en is met een hoogte van 8 kilometer de hoogste vulkaan op Venus. Maat Mons bevindt zich in de Atla Regio in de quadrangles Atla Regio (V-26) en Stanton (V-38).

## Geografie
Maat Mons heeft een caldeira van 31 bij 28 kilometer en nog vijf andere kleinere caldeira's met een diameter van maximaal tien kilometer. Aan de zuidwestelijke kant van de berg strekt zich over 40 kilometer een ketting van vulkanische kraters uit met een diameter van 3 tot 5 kilometer. Hoewel hun wijze van vorming doet denken aan die van vulkanische kloven, hebben de beelden van de ruimtesonde Magellan geen lavastromen uit deze kraters onthuld, wat suggereert dat ze zijn gevormd door instorting. De vulkaan zou ook de bron kunnen zijn van het zeer variabele gehalte aan methaan (CH4) en zwaveldioxide (SO2) in de middelste en bovenste atmosfeer van Venus, door injectie van deze gassen tijdens Pliniaanse uitbarstingen, vastgesteld door de Pioneer-sondes in de vroege jaren 1980.